# 悼平皇后
悼平皇后裴满氏（12世纪—1149年），金熙宗完颜亶皇后，出自女真族裴满氏，又作裴摩申氏。
父亲太尉裴满忽达，母亲完颜氏出身于金朝宗室。裴满氏的生年没有记载，早年事迹不详。天会十三年（1135年）熙宗即位。天眷元年（1138年），封妻裴满氏为贵妃。十二月，立为皇后。皇后的父亲裴满忽达拜为太尉，赠其曾祖裴满斜也司空，祖父裴满鹘沙为司徒。皇统元年（1141年），熙宗受尊号崇天体道钦明文武圣德皇帝。初御衮冕，册裴满皇后为慈明恭孝顺德皇后。皇统二年（1142年），裴满皇后生子完颜济安。当时，熙宗二十四岁，非常高兴，大赦天下，祭告天地宗庙。完颜济安满月后，被册为皇太子，当年十二月，皇太子未满一岁而卒。裴满皇后另有一女，封代国公主。
完颜宗翰、完颜宗干、完颜宗弼等辅弼大臣先后在熙宗朝秉政，熙宗临朝端坐沉默。他们死后，裴满皇后干预朝政无所忌惮，朝官往往通过她来获取宰相之位。帝后之争和朝廷中两派官员的纷争相合，支持完颜盈歌子完颜勗、完颜宗干子完颜亮等，合力反对完颜宗贤。皇太子完颜济安死后，由于裴满皇后的牵制，皇嗣始终无法确立。金熙宗心中不满，常常酗酒，乘醉杀人。身為金太祖孙和完颜宗干子的左丞相完颜亮生日，熙宗遣大兴国赐给他司马光画像、玉吐鹘、厩马，裴满皇后也附赐生日礼物。熙宗听说后，大怒，遂杖责大兴国，又夺回所赐。完颜亮本怀觊觎，通过这件事更加疑畏。皇统九年（1149年）十一月，金熙宗完颜亶勒令处死裴满皇后。十二月，完颜亮、驸马唐括辩等合谋将熙宗刺死。完颜亮降封熙宗为东昏王，为收服人心，于天德二年（1150年），追谥裴满皇后为悼皇后，金世宗加谥裴满皇后为悼平皇后，葬于思陵。

## 延伸阅读
[在维基数据编辑]
 《金史·卷63》，出自脱脱《遼史》